# Abrogation du décret Crémieux
L'abrogation du décret Crémieux le 7 octobre 1940 prive les Juifs d'Algérie de leur nationalité et citoyenneté française. Cette mesure ne sera abolie que le 20 octobre 1943, soit presque un an après le débarquement des troupes alliées en Algérie.  

## Abrogation du décret
Durant l'entre-deux-guerres, l'antisémitisme est particulièrement présent au sein de la population Pieds-noirs, un antisémitisme notamment relayé par des campagnes de presse. L'abrogation du décret Crémieux y est au cœur des revendications. La défaite de la république et la mise en place du gouvernement pétainiste permet la concrétisation de ce projet antisémite. 
La décision d’abroger le décret Crémieux est prise dès le 7 octobre 1940 par le gouvernement de Vichy, un décret signé par le ministre de l'Intérieur Marcel Peyrouton. Dès lors, les personnes de confession juive vivant en Algérie perdent leur nationalité française et leur carte d'identité porte dorénavant la mention : « Nationalité : juive algérienne ». 130 000 personnes sont concernées par ce retrait de nationalité à visée antisémite, bien qu'aucune troupe d'occupation allemande ne se trouve sur le terrain de l'Algérie française. Par l'abrogation du décret Crémieux, les Juifs d'Algérie se voient ainsi privés de leur citoyenneté et leur statut est réglé par celui de l'indigénat. 
Le 30 octobre du même mois, les lois sur le statut des Juifs d’essence antisémite s’appliquent en métropole comme en Algérie. La loi du 2 juin 1941 Second statut des Juifs interdit aux Juifs un grand nombre de professions. Près des ¾ des avocats juifs sont radiés du barreau et 2/3 des médecins algérois sont exclus et les 3000 fonctionnaires juifs sont radiés. Un numerus clausus pour l’enseignement, concernant élèves et professeurs juifs est appliqué sévèrement : dans l’enseignement primaire et secondaire, un quota est d’abord fixé à 14 % pour l’année 1941 / 1942 puis passe à 7 % et interdiction leur est faite de se présenter aux examens du second degré. Dans le supérieur, leur nombre est limité à 3 % des étudiants non juifs inscrits. Les Juifs se voient privés de la gestion des entreprises qu'ils possèdent, qui sont confiées à des administrateurs provisoires.
Les leaders nationalistes Ferhat Abbas et Messali Hadj désapprouvent l'ensemble de ces mesures antisémites. Au sein de la population indigène musulmane, l'administration locale peine à recruter des volontaires acceptant la charge de gestionnaire des biens juifs spoliés. 
Quatorze à quinze mille Juifs d'Afrique du Nord sont internés en 1941 dans différents camps dont ceux de Bedeau, Boghari, Colomb-Béchar et Djelfa en Algérie. Toutefois, les Juifs d’Afrique du Nord ne subissent pas l’action génocidaire des nazis, la Shoah, qui dévaste les communautés juives d’Europe. Ils sont cependant mis au ban de la société française d’Algérie pendant la durée des hostilités et certains d’entre eux sont internés dans des camps de travail dans le Sud algérien.
Lors de son procès après-guerre, Peyrouton tente de justifier la législation de Vichy contre les Juifs, d'octobre 1940, par les menaces du Reich, ce qui est infirmé par les recherches effectuées dans les archives allemandes par l'historien Robert Paxton : « Je n'ai pu découvrir aucun document allemand ordonnant directement à Vichy de promulguer des lois antimaçonniques, antijuives ou autres, en 1940, au moment où le gouvernement a élaboré l'essentiel de ses textes législatifs. » Ni lui, ni aucun autre historien n'a depuis lors trouvé trace d'archives corroborant les allégations de Peyrouton. 

### Rétablissement du décret Crémieux
Les troupes alliées débarquent en Algérie le 8 novembre 1942. Ce n'est cependant que le 21 octobre 1943 que le décret Crémieux est rétabli.

### Documentaire
- L’Algérie sous Vichy, réalisé par Stéphane Benhamou d’après le livre de Jacques Attali L’année des dupes. Alger 1943, sur arte.tv traite de l’antisémitisme en Algérie française avec les conditions et les effets de l’abrogation du décret Crémieux.